# 夏目亜季
夏目 亜季（なつめ あき、1990年〈平成2年〉10月26日 - ）は、日本のアイドル、政治家。自由民主党所属の荒川区議会議員（2期）。タレントエージェンシー「プロジェクトnap」代表。愛称は"あきちん"。

## 略歴
- 京都府舞鶴市出身。舞鶴市立城北中学校、京都府立西舞鶴高等学校卒業。
- 2011年 - 上京し、芸能活動開始。
- 2012年 - TOKYO MXで放送されていたみんなのバラエティみんバラ番組に出演。少女☆タコサムとたこあきを結成
- 2013年 - テレビドラマ『GTO さらば鬼塚卒業SP』に出演。この年、難病の自己免疫性溶血性貧血が悪化したため入院。アニメ『サクラカプセル』看板娘に就任。
- 2014年 - 『サクラカプセル』看板娘テーマソング“また会おう”にてCDデビュー。アニメ『まいっちんぐマチコ先生』のイメージガールに選定。この年、子宮頸癌が発覚。
- 2015年 - 『サクラカプセル』ED主題歌担当の櫻井ななことユニット「おちゃめモンスター」結成。おちゃめモンスターとして各地でライブ活動を行う[1]。がんが寛解し、雑誌や新聞、WEBニュースなど多くのメディアに取り上げられる[2][3]。
- 2016年 - 初のワンマンライブを開催。難病との闘病経験に基づき、看護学校や大学などで講演活動を開始。持病の全身性エリテマトーデスが悪化し再び入院。
- 2017年 -  夏目亜季復帰1周年LIVEを開催。KBS京都・日本財団による「海と日本プロジェクト in京都」のPRサポーターに就任[4]。
- 2018年 - デジタル配信レーベルにて自身の楽曲「ミラクルパワー」などの配信販売やカラオケ配信を開始[5][6]
- 2019年 - 統一地方選挙に際し、NHKから国民を守る党の公認で荒川区議会議員選挙に立候補することを表明。4月21日投票、翌22日の開票で当選した[7][8]。所属会派は「次世代あらかわ」（幹事長）[9]。
- 2022年11月8日 - 初の書籍『逆境力〜難病、子宮頸がんを乗り越えアイドルから政治家へ〜』を出版[10]。11月17日には東京都庁にて翌年4月の統一地方選に向けて結成される政治家女子48党の結成会見を行った[11]。
- 2023年4月の区議選では政治家女子48党所属のまま、自身が代表を務める政治団体「次世代あらかわ」（後述）公認で立候補[12]し、再選。
- 2024年2月、自由民主党に入党したことを公表[13]。
- 2024年5月、一般人男性と結婚したことを発表[14]。

## 人物
17歳から自己免疫性溶血性貧血に罹患。2008年、交通事故に遭い外傷性クモ膜下出血で全治6か月の重傷を負う。2013年5月には自己免疫性溶血性貧血で入院すると同時に声帯結節にも罹患し、芸能活動を一時休養している。その後、子宮頸癌ステージ3を克服。難病の全身性エリテマトーデスと闘いながら、芸能活動を続けている。
- 影響を受けたアーティストはw-inds.、好きな音楽ジャンルは「ジャパニーズレゲエ」、初めて買ったCDはWEST SIDEのW・S、尊敬している人物は野原しんのすけ、好きな食べ物は「梅カム昆布」[17]。
- 小動物好きで、自宅でもハムスターを飼っており、自身のインスタグラムでも頻繁にあげている。
- 糖質オフの料理にこだわっている[18]。

### たこあき時代（2012年10月〜）
たこあきは、夏目亜季と少女☆タコサムで結成された、お祭り系パフォーマンスアイドルユニット。2013年10月18日に放送の原宿だYO↑↑全員集GO!!（Ustream）最終回で、無期限活動休止を発表。
- 2013年2月ファーストシングル『JUMPIN'』を発売
- 2013年3月成田童夢がプロデュースする秋葉原系ダンスユニットおたP4(オタピヨ/旧おたまこん)」にヲタ芸ダンサーとして参加
- 2013年4月14日、横濱大革命＠ベイサイドヨコハマでセカンドシングル『ソーシャル片想い』を発表。

### サクラカプセル時代（2013年〜）
アニメ『サクラカプセル』の主題歌オーディションから、サクラカプセル看板娘に就任する。DVDロケで全国を回り、上映会でMCやLIVEを行う。
キャラクターソングと同封のサクラカプセル応援歌『また会おう』の歌唱担当する。
サクラカプセル看板娘でありED主題歌担当の櫻井ななこと、ユニットおちゃめモンスター(2015年-2017年2月）を結成する。
おちゃめモンスターとして『ドン・ドン・ドリーム!』『わくわくバイブレーション』『君はライバル』『ニジイロ☆メモリアル』『太陽に願いを』のシングル5枚をリリースする。2016年におちゃめモンスターとして初のアルバム『ちゃめモンファイヤー!』をリリース。

### 闘病復帰後（2015年〜）
アイドルデビュー後の20代前半には子宮頸癌に罹患するも、寛解。2015年からがん啓発イベントに出演、看護学校や大学などで自身の体験談を話す子宮頸がんの講演会を定期的に行っている。自身の体験からHPVワクチンの啓発をしている。
- 2017年7月、夏目亜季セルフプロデュース団体タレントエージェントプロジェクトnapを設立。プロジェクトnapとして5日間開催のライブを開催
- 2018年 - デジタル配信レーベル IZUMI PROMOTION inc. にて自身の楽曲『ミラクルパワー』『ひとりじゃない』『すきすきジャンプ』『DEPPAヒーロー参上!』の配信開始
- ヘルプマーク普及活動にも取り組んでいる。

## 次世代あらかわ
次世代あらかわは、夏目が代表者及び会計責任者を務めた政治団体。現在は夏目亜季後援会。
2021年6月10日に政治団体として設立した。
かつては荒川区議会の会派であった。2023年の統一地方選挙でその会派は消滅したが「自由民主党荒川区議会議員団・次世代あらかわ」として会派名の一部として使われている。
会派時代はあたらしい党の宮本舜馬党幹事長が政務調査会長で、代表者の夏目は幹事長であった。

## 作品

### デジタル配信
- 2018年9月12日：ミラクルパワー（夏目亜季）
- 2019年3月29日：ひとりじゃない（夏目亜季）
- 2019年3月29日：すきすきジャンプ（夏目亜季）
- 2019年3月29日：DEPPAヒーロー（夏目亜季）

### CD
- 2013年2月：JUMPI'N/ソーシャル片想い
- 2014年2月14日：サクラカプセルキャラクターイメージソング
- 2015年6月6日：ドン・ドン・ドリーム!（おちゃめモンスター名義）
- 2015年10月26日：負けない/笑顔（夏目亜季ソロ）
- 2015年12月10日：わくわくバイブレーション（おちゃめモンスター名義）
- 2016年2月22日：君ハライバル（おちゃめモンスター名義）
- 2016年6月25日：ニジイロ☆メモリアル（おちゃめモンスター名義）
- 2016年8月20日：太陽に願いを（おちゃめモンスター名義）
- 2016年10月29日：ちゃめモンファイヤー!（おちゃめモンスター名義）
- 2017年1月21日：ミラクルパワー（夏目亜季ソロ）
- 2017年10月28日：追い風にのって（夏目亜季ソロ）
- 2018年5月26日：ShiningDays（夏目亜季ソロ）
- 2018年8月18日：バタフライ・エフェクト(夏目亜季ソロ）
- 2018年10月26日：DEPPAヒーロー参上!（夏目亜季ソロ）
- 2019年10月26日：たすけ愛（夏目亜季ソロ）
- 2019年12月24日：冬のポケット（夏目亜季ソロ）
- 2020年2月2日：ぶっ壊す!（夏目亜季ソロ）
- 2020年6月8日：タイヨウノクニ（夏目亜季ソロ）

### DVD
- 2014年：サクラカプセルオーディションDVD
- 2014年：OVAサクラカプセル

## 出演

### テレビ
- GTOさらば鬼塚卒業SP（フジテレビ、2013年）
- 生きるを伝える（夏目本人ドキュメンタリー 2015年、テレビ東京）

## 書籍
- 逆境力〜難病、子宮頸がんを乗り越えアイドルから政治家へ〜（日本橋出版、2022年）